# Cumières

Cumières este o comună în departamentul Marne, Franța. În 2009 avea o populație de 838 de locuitori.

## Personalități născute aici
- Philippe-Armand Martin (1949 - 2023), politician, europarlamentar.